# Olle Olsson (präst)
Olof "Olle" Olsson, född 13 oktober 1909 i Färila församling, Gävleborgs län, död 1 juni 1972 i Ovanåkers församling, Gävleborgs län, var en svensk präst.
Olsson, som var son till hemmansägare Olof Hansson och Anna Persdotter, blev efter studentexamen i Hudiksvall 1930 teologie kandidat och prästvigdes i Uppsala 1935. Han blev vice pastor i Årsunda församling 1935, komminister i Ockelbo församling 1939, kyrkoherde i Årsunda församling 1949, i Ovanåkers församling 1960 och kontraktsprost i Voxnans kontrakt 1969.